# Pont de Wépion
Le pont de Wépion est un pont routier enjambant la Meuse reliant Wépion à Dave.